# Pattara Piyapatrakitti
Pattara Piyapatrakitti (tiếng Thái: ภัทร ปิยภัทร์กิติ, sinh ngày 6 tháng 11 năm 1980) hay Pattarakorn Thanganuruck, còn được biết với tên đơn giản James (tiếng Thái: เจมส์), là một cầu thủ bóng đá người Thái Lan thi đấu ở vị trí thủ môn cho câu lạc bộ Giải bóng đá Ngoại hạng Thái Lan PTT Rayong.

## Danh hiệu

### Câu lạc bộ
Krung Thai Bank
- Giải bóng đá Ngoại hạng Thái Lan
  -  Vô địch (2): 2002-03, 2003-04

PEA
- Giải bóng đá Ngoại hạng Thái Lan
  -  Vô địch (1): 2008

Thai Port
- Cúp Hiệp hội Bóng đá Thái Lan
  -  Vô địch (1): 2009
- Cúp Liên đoàn Bóng đá Thái Lan
  -  Vô địch (1): 2010

Chiangrai United
- Cúp Hiệp hội Bóng đá Thái Lan
  -  Vô địch (1): 2017

### Quốc tế
U-23 Thái Lan
- Sea Games
  -  Huy chương Vàng (2): 2001, 2003